# Le Fils de Spartacus

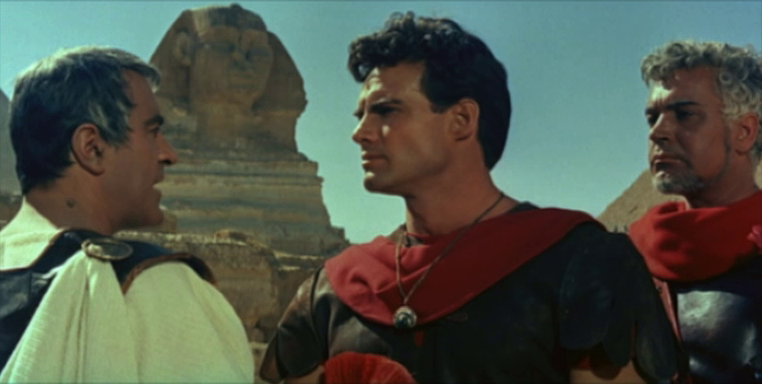
Scène du film

Le Fils de Spartacus (titre original : Il figlio di Spartacus) est un film (péplum) italien de Sergio Corbucci sorti en 1962 en Italie.

## Synopsis
Les légions de Jules César viennent de terminer la conquête de l’Égypte. César charge Randus, jeune centurion, d’aller espionner son rival Crassus. Le navire fait naufrage, Randus parvient à gagner le rivage avec une esclave qu’il a sauvée, mais sur la côte les rescapés sont attaqués et faits prisonniers par des Lydiens au service de Crassus. Emmené comme esclave, il suscite une rébellion parmi ses compagnons de captivité. Reconnu par un de ses compagnons et libéré, il ne tarde  pas à combattre le puissant Crassus. Un médaillon qu’il porte au cou le fait reconnaître comme le fils de Spartacus.

## Fiche technique
- Titre original : Il figlio di Spartacus
- Mise en scène : Sergio Corbucci
- Assistants réalisateur : Mimmola Girosi, Franco Rossellini et Franco Giraldi
- Scénario : Adriano Bolzoni, Sergio Corbucci et Giovanni Grimaldi
- Maitre d’armes : Benito Stefanelli
- Musique : Piero Piccioni
- Images	: Enzo Barboni
- Distributeur :	Consortium Pathe
- Pays d’origine : Italie, ARTA Cinematografica S.p.A /Titanus Rome
- Producteur : Franco Palaggi
- Durée : 95 minutes
- Genre : péplum
- Version française : Les Films Jacques Willemetz
- Dialogues : Georges Reville

## Distribution
- Steve Reeves (VF : Michel Cogoni) : Randus
- Gianna Maria Canale (VF : Jacqueline Carrel) : Claudia
- Claudio Gora (VF : Jean-Henri Chambois) : Crassus
- Jacques Sernas (VF : Jean-Louis Jemma) : Vetius
- Ombretta Colli (VF : Claude Chantal) : Saida
- Ivo Garrani (VF : Georges Aminel) : Jules César
- Franco Balducci (VF : Edmond Bernard) : Beroz
- Roland Bartrop : Lumonius
- Renato Baldini : Verulus
- Gloria Parri : une esclave
- Giovanni Cianfriglia : soldat qui frappe Saida
- Benito Stefanelli  : un esclave
- Ahmed Ramzy : Maxus
- Hassan Ahmed (VF : Jean Claudio) : Murdok
- Enzo Fiermonte (VF : Jean Violette) : Gular